# كسترد بيرد
كَستَرد بيرد هو اسم علامة تجارية لمسحوق كَستَرد صناعي بدون بيض، وهو الآن تابع لرئيس وزارة الأغذية.
مسحوق الكَستَرد ومسحوق الكَستَرد الفوري هي أسماء منتجات شاملة لمنتجات متشابهة ومتنافسة.
المنتج مسحوق نشاء أساسية والتي تزداد سُمكا إلى شكل الكَستَرد مثل الصلصة التي تخلط باللبن ثم تسخن.

## التاريخ
كَستَرد بيرد تم إعداده لأول مرة بواسطة ألفريد بيرد في عام 1837 في ورشته الكيميائية في بيرمنجهام، وطور الوصفة لأن زوجته كانت مصابة بالحساسية ضد البيض وهو العنصر الرئيسي الذي يستخدم لزيادة سُمك الكَستَرد التقليدي. واستمر بيرد في إنتاج الكَستَرد الحقيقي لضيوف العشاء، إلا أنه ذات مساء تم تحضير كَستَرد بدون بيض بدلا من الآخر سواء عن طريق الصدفة أو الابتكار، فلاقت هذه الحلوى ترحيبًا كبيرًا من ضيوف العشاء، مما نشر وصفة ألفريد بيرد على نطاق إنتاجي واسع.

## الاستخدامات
في بعض المناطق مثل: أستراليا والمملكة المتحدة انتشر هذا النوع من الحلوى والمعروف بالكَستَرد. في هذه الحالات فإن الاستخدام العام للكلمة ربما يشير إلى كَستَرد بيرد أكثر من تنوع قاعدة البيض الأساسية.
كَستَرد بيرد والعلامات التجارية المقلدة لتركيبتها تشيع أيضا في الهند، حيث يوجد جزء كبير من السكان يتبعون نظام غذائي نباتي على الرغم من توفر البيض واللبن كبدائل. الإصدارات الفورية (تحتوي على لبن مسحوق وسكر ويحتاج فقط الماء الساخن) والكَستَرد المعد بالفعل في علب بلاستك وأوعية صغيرة وعلب كارتون أيضًا أصبح شائعًا.

## شهادة العلامة التجارية
صدر بيان الطعام والشراب في عام 2000 ووجد أن 99٪ من الزبائن يعرفون العلامة التجارية، حيث يوجد 45٪ من استهلاك الكَستَرد في المملكة المتحدة. يصدر كَستَرد الطيور إلى بلدان عديدة، ويمكن أن يوجد في محلات البقالة، بالإضافة إلى أن علامة بيرد التجارية وكَستَرد مسحوق النشا العمومية متاحين بشكل كبير.